# استانه سور
اِستانه سِـوِر (اسلوونیایی: Stane Sever؛ ‏ ۲۰ نوامبر ۱۹۱۴ – ۱۸ دسامبر ۱۹۷۰) بازیگر اهل اسلوونی بود.
از فیلم‌ها یا برنامه‌های تلویزیونی که وی در آن نقش داشته‌است می‌توان به در سرزمین خودمان و لحظه تصمیم اشاره کرد.